# Номерні знаки штату Луїзіана

Ювілейний регулярний номерний знак 2012 р.

Номерні знаки Луїзіани видаються Офісом моторних транспортних засобів (OMV). Штат Луїзіана вимагає розміщення тільки заднього номерного знаку на автомобілі.
Регулярні номерні знаки Луїзіани мають формат АБВ123. Кодування відсутнє. В 2013 році, після закінчення ювілейного року набуття статусу штату Луїзіаною, повторно розпочато видачу регулярних номерних знаків на бланку зразка 2005 року. Ці бланки мають градієнтне біло-жовто-рожеве тло з переходом згори вниз. В центрі пластини розташоване традиційне зображення пелікану. В нижньому рядку відтворено традиційне з 1958 року гасло: спортсменський рай (SPORTSMAN'S PARADISE).

## Інші формати регулярних номерних знаків
- Номерні знаки для мотоциклів мають формат 12345 та розміри 4х7 дюймів;
- Номерні знаки для вантажного транспорту мають формат Х123456.

## Номерні знаки «особливого інтересу»

Номерний знак Товариства працівників поліції

Номерні знаки «особливого інтересу» мають власні бланки та вертикально розташовані префікси, що розшифровують тип знаку.